# St. Georg (Třebom)

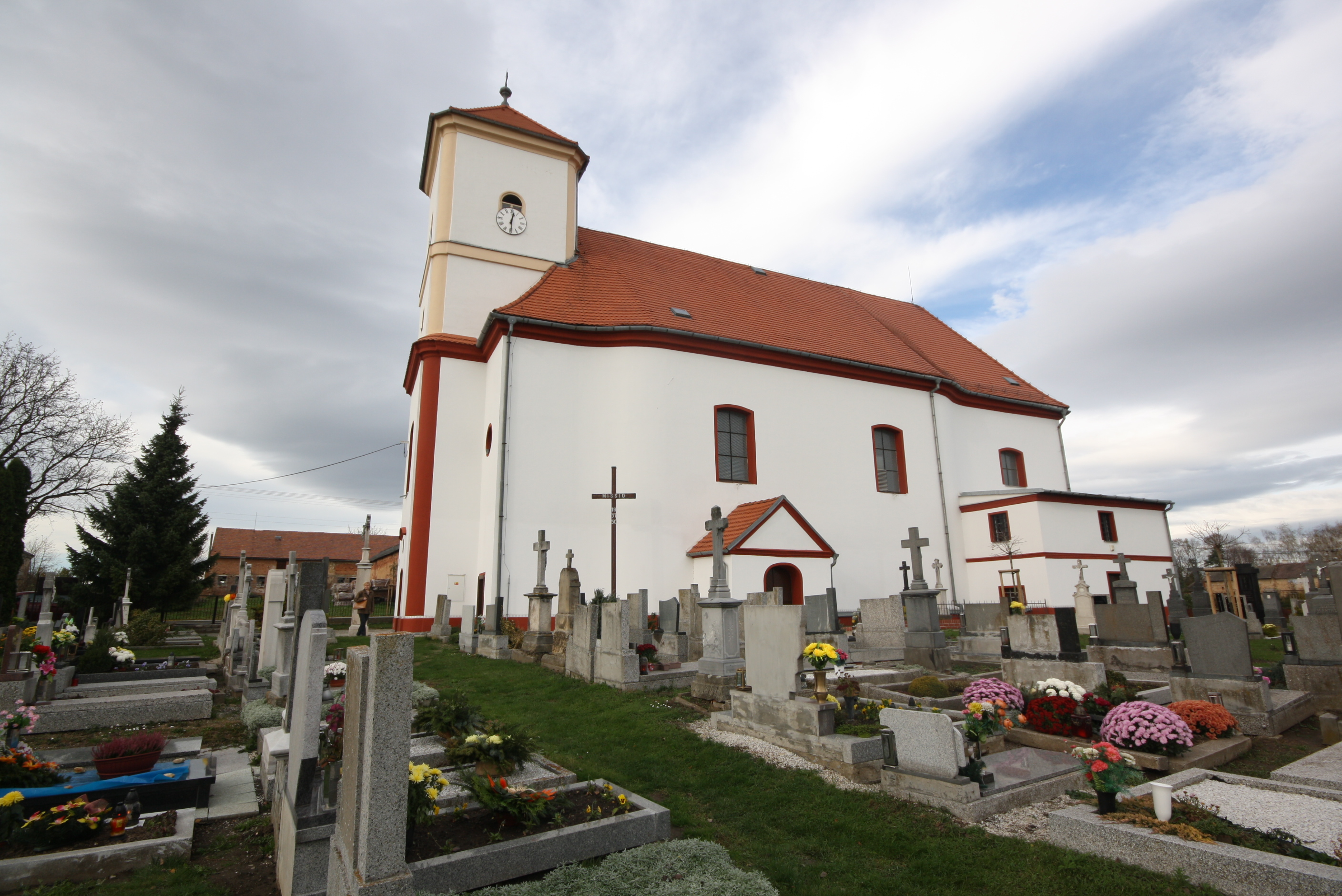
Friedhof und Kirche St. Georg

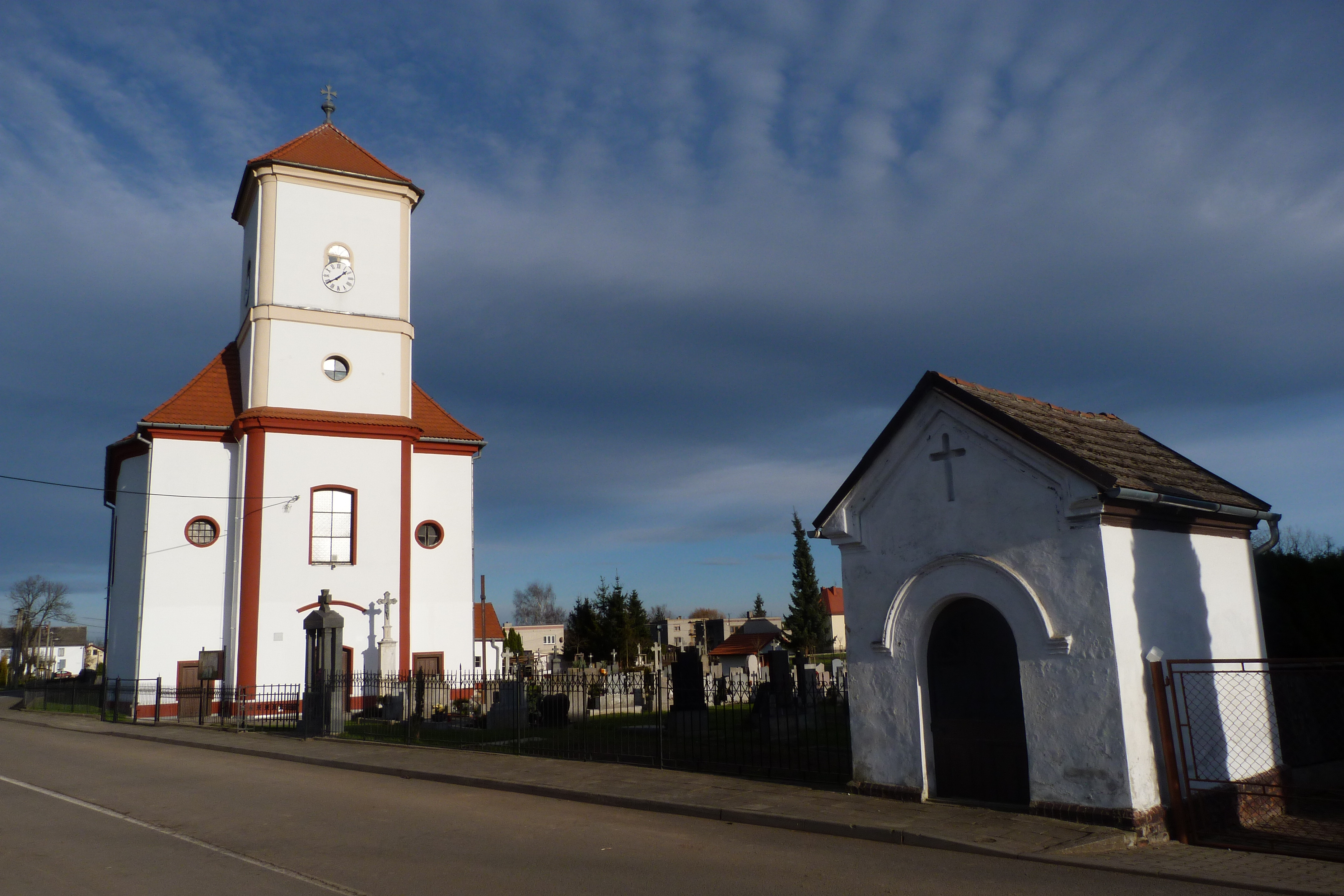
Kirche St. Georg und Friedhofskapelle

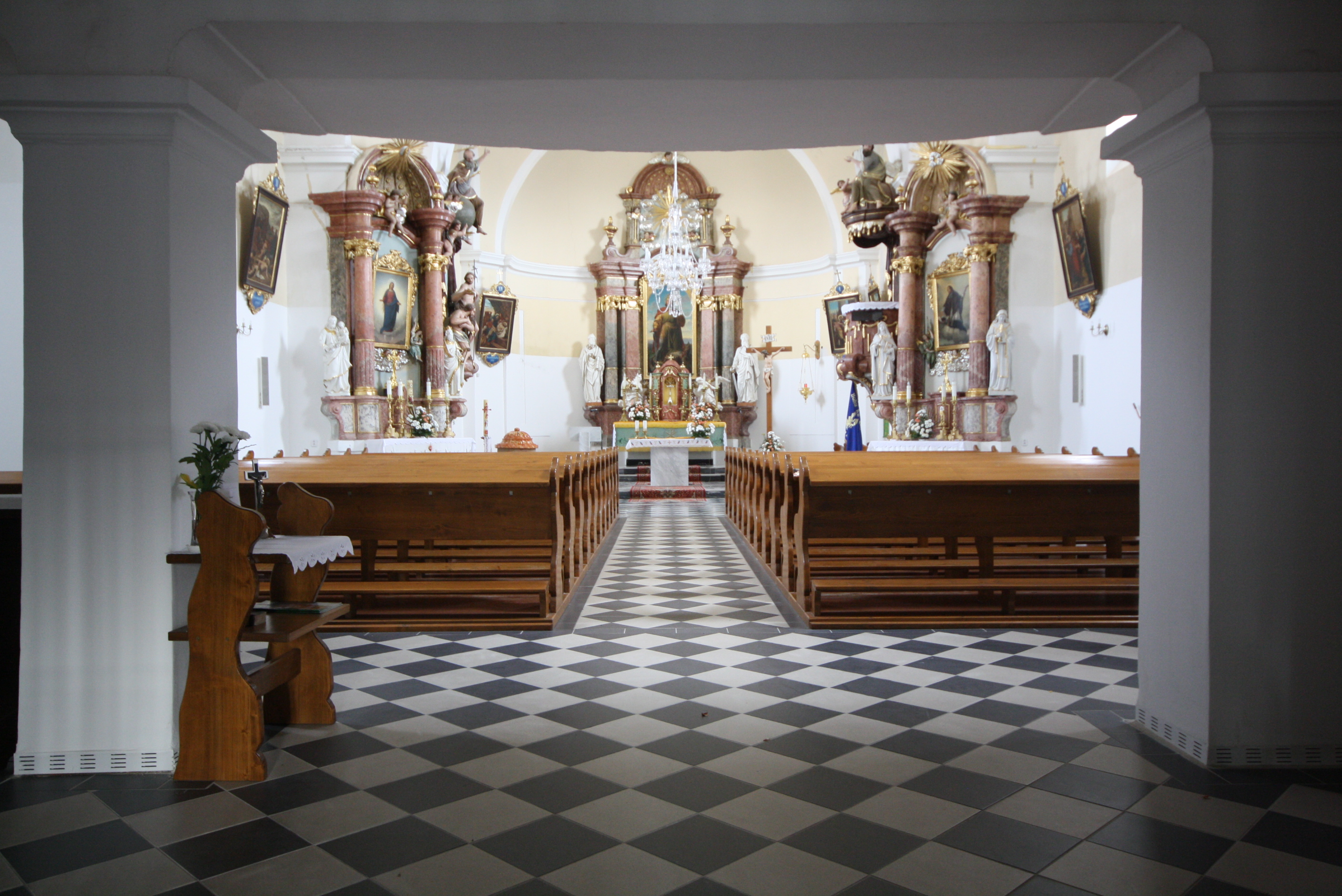
Innenansicht

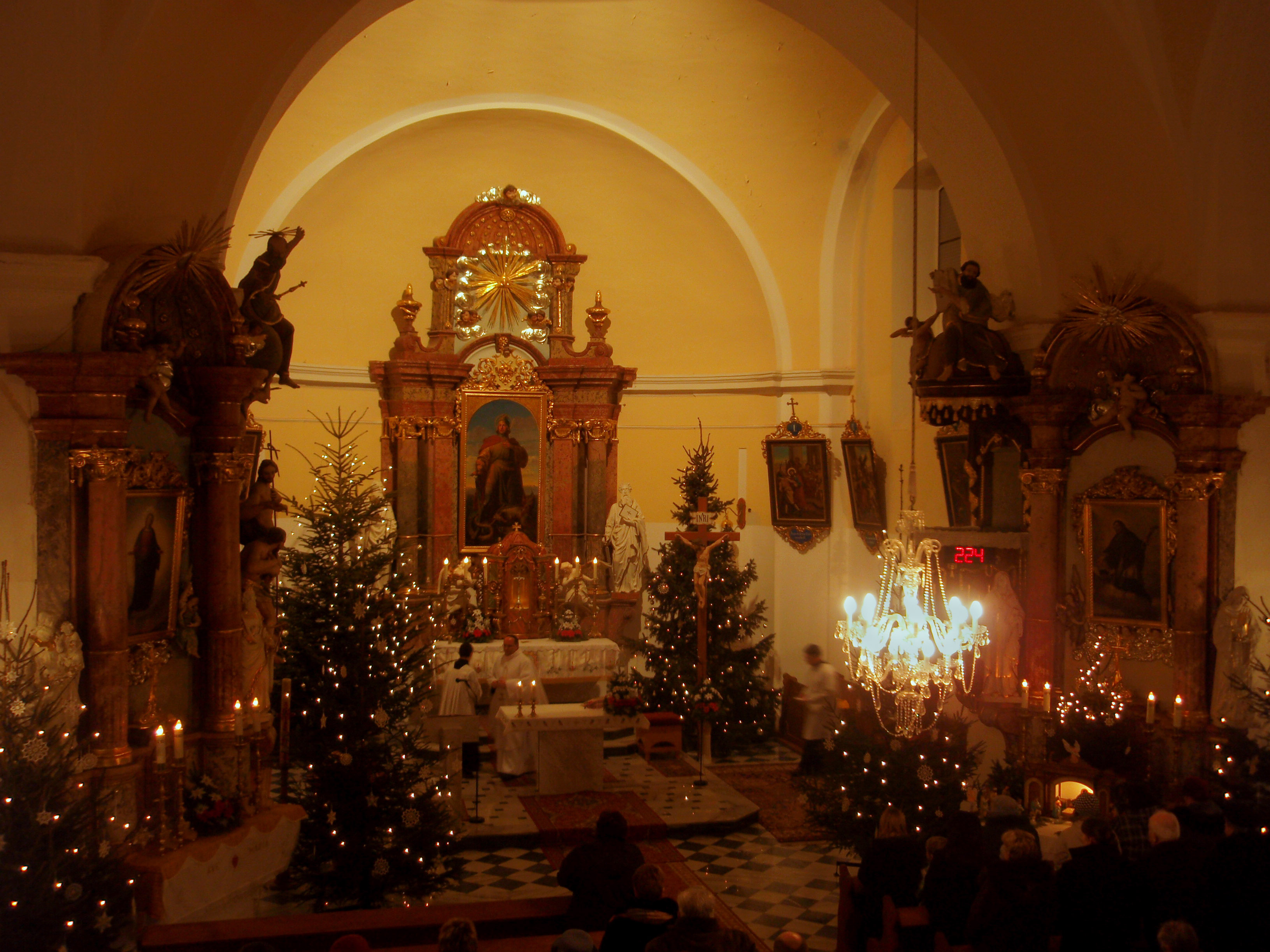
Weihnachtliche Messe

Die spätbarocke Kirche St. Georg (tschechisch Kostel svatého Jiří) ist eine Pfarrkirche des römisch-katholischen Bistums Ostrau-Troppau in der Gemeinde Třebom (Thröm) im Okres Opava, Tschechien. 

## Lage
Die nach Nordosten ausgerichtete und von einem Friedhof mit Leichenhalle und Friedhofskapelle umgebene Kirche St. Georg steht an der Staatsstraße II/467 auf dem Dorfanger von Třebom.

## Geschichte
Die Kirche wurde zwischen 1781 und 1785 auf Initiative des Deutschritterordens als Besitzer der vereinigten schlesischen Güter Thröm und Ratsch an Stelle eines älteren Vorgängerbaus errichtet. Zur katholischen Pfarrei Thröm waren außer Thröm und Ratsch auch die wenigen Katholiken aus Rösnitz eingepfarrt. Bis 1810 gehörte zur Pfarrei auch die Tochterkirche in Dirschel, deren Sprengel außer Dirschel auch Liptin umfasste.
Im Zuge der Abtretung des Hultschiner Ländchens an die Tschechoslowakei verlor die Pfarrei Thröm 1920 sämtliche eingepfarrten Dörfer, die beim Deutschen Reich verblieben.
Die Kirche wurde zwischen 2011 und 2012 außen und innen saniert. Im Jahre 2014 erfolgte ein Austausch des gerissenen Klöppels der Turmglocke. Die Orgel wurde 2022 generalinstandgesetzt.
Die Pfarrei Třebom wird heute administratorisch ex currendo durch die Pfarrei Sudice verwaltet.

## Beschreibung
Die Kirche besitzt ein quadratisches Schiff, an das sich südwestlich der Turmanbau mit Glockenstuhl, Turmuhr und ebenerdiger schmaler Vorhalle anschließt. Über der dort befindlichen Eingangstür  ist ein Wappenstein mit Tatzenkreuz und der Jahreszahl 1785 angebracht. Vor dem Turmanbau steht ein steinernes Kreuz aus dem Jahre 1877, das 2020 restauriert wurde.
Das leicht eingerückte Presbyterium hat ebenfalls einen nahezu quadratischen Grundriss mit ovalem Abschluss an der Nordostseite. Im Innern der Presbyteriums befinden sich der Hauptaltar und zwei Seitenaltäre. An der Turmseite des Schiffs ist die Chorempore mit der Orgel angebracht.
Der Haupteingang mit Vorhallenanbau befindet sich an der Südostseite auf dem Friedhof. Ein weiterer Anbau auf dieser Seite enthält die Sakristei. Vor der Südostseite steht ein hölzernes Missionskreuz.

## Orgel
Die 1934 von Rieger Orgelbau (op. 2634) geschaffene robuste zweimanualige Orgel war im Laufe der Zeit stark reparaturbedürftig geworden. Die Ledermembranen und -taschen waren verschlissen und die Holzteile sichtbar vom Wurm befallen; eine Reihe von Tönen spielte nicht mehr.
In Zusammenarbeit mit dem aus Třebom stammenden ehemaligen Generalvikar Gerhard Stanke und mit Unterstützung aus dem Deutsch-Tschechischen Zukunftsfonds konnte die Orgel im Jahre 2022 erneuert werden. Ausgeführt wurden die Arbeiten durch die regionalen Orgelbauer Martin Stoniš aus Vávrovice und Petr Drastík aus Pustá Polom.